# Sede Rai di Cagliari
La Sede Rai di Cagliari è una delle 21 direzioni regionali della Rai, situata in Viale Bonaria 124, 09125 Cagliari, Sardegna. Questa sede è responsabile della produzione e trasmissione di contenuti radiotelevisivi regionali, offrendo programmi che riflettono la cultura, la lingua e le tradizioni della Sardegna.

## Storia
Le origini della presenza Rai in Sardegna risalgono al periodo successivo alla Seconda Guerra Mondiale. Il 14 gennaio 1944, con il trasferimento a Cagliari, iniziò la seconda fase di Radio Sardegna. La direzione e la redazione erano collocate in periferia, in una località detta Is Mirrionis, mentre l'auditorium era sistemato in un rifugio antiaereo. Il primo direttore fu l'avvocato Armando Rossini, che in seguito divenne direttore generale della Rai. 

## Programmi regionali
La sede Rai di Cagliari produce diversi programmi regionali, tra cui:
- TGR Sardegna: telegiornale regionale trasmesso quotidianamente in tre edizioni: alle 14:00, alle 19:30 e alle 00:10.
- Buongiorno Regione: programma mattutino in onda dal lunedì al venerdì dalle 7:30 alle 8:00, che offre notizie, approfondimenti e collegamenti in diretta su temi di attualità regionale.

Inoltre, la sede fornisce aggiornamenti meteorologici locali attraverso il TGR Meteo, sostituito successivamente dal Rai Meteo Regionale.

## Servizi al pubblico
Presso la sede di Cagliari è attivo uno sportello informazioni situato in Via Barone Rossi 29, 09125 Cagliari. Questo sportello gestisce pratiche relative al canone ordinario e speciale, fornisce informazioni sul passaggio al nuovo sistema digitale e offre servizi di consegna Smart Card. citeturn0search7

## Considerazioni future
Nel gennaio 2020 sono emerse indiscrezioni riguardanti un possibile trasferimento della sede Rai dallo storico stabile di Viale Bonaria a una nuova ubicazione a Sestu. Tuttavia, il sindaco di Cagliari, Paolo Truzzu, ha dichiarato l'intenzione di fare tutto il possibile per mantenere la sede regionale a Cagliari. citeturn0search5
La sede Rai di Cagliari continua a svolgere un ruolo fondamentale nella diffusione della cultura e dell'informazione regionale, rappresentando un punto di riferimento per la comunità sarda.